# Nintendo 64 Disk Drive
Nintendo 64DD ("DD" står för "Dynamic Drive") är ett tillbehör till Nintendo 64 som ansluts under N64:an med dennas EXTension Port. Nintendo 64DD blev, som de flesta andra konsolexpansioner, en flopp.

## Historia
64DD som den enkelt kallades presenterades strax efter konsolen år 1995 under en av Nintendos spelmässor.
Nintendo 64DD släpptes endast i Japan, vilket skedde den 1 december 1999. Nintendo förutsåg att den sedan länge utvecklade diskspelaren skulle bli en stor kommersiell förlust. Därför såldes systemet genom en prenumerationstjänst kallad "RANDnet" istället för att sälja den direkt till konsumenterna eller till butikerna. Detta ledde till att Nintendo bara stöttade sitt projekt en kort period.
I och med releasen av Nintendo Gamecube gjordes många 64DD-spel om till det nya formatet.

## Hårdvara
64DD har en 32-bits co-processor för att hjälpa den att läsa magnetiska diskar och föra data till huvudkonsolen. Detta skulle vara Nintendos svar på den Compact Disc som användes till Sony's Playstation, vilken var mycket billigare att tillverka. CD-skivan kunde hålla ungefär 650 megabyte data till skillnad från Nintendos spelkassett som bara kunde hålla 4 till 64 megabyte.
Det nya mediet till 64DD skulle vara återskrivningsbart och medgav 64 megabyte. Spelen på de vanliga N64-kassetterna skulle också kunna sammankopplas med DD-expansioner för extra nivåer, minispel och till och med spara personlig data.

### Tillbehör
Den släppta versionen av 64DD inkluderade ett modem för uppkoppling till RANDnet-nätverket, en audio-videoadapter (RCA-hona och line-in) samt en mus som kopplades in i handkontrollsporten.

## eBay
Med anledning av det lilla antalet 64DD som såldes kan sådana säljas för höga priser på eBay, uppemot $500.

### Fotnoter
1. ↑  Dark Watcher. ”Nintendo 64DD” (på engelska). Videogame Console Library. http://www.videogameconsolelibrary.com/pg90-64dd.htm#page=reviews. Läst 25 maj 2017.